# Estádio Cidade de Valência
O Estadio Cidade de Valência (em valenciano e de forma oficial Estadi Ciutat de València), é um estádio de futebol localizado na cidade de Valência, na Espanha. Pertence ao Levante e abriga até 26.354 pessoas.
Foi inaugurado em 1969 e fora renomeado várias vezes. Antes de seu nome actual, era chamado de Nou Estadi (Novo Estádio). O Levante UD jogava suas partidas anteriormente no campo de Vallejo.

## Zonas do estádio
Actualmente, há sete zonas diferenciadas no estádio para os espectadores, onde é possível ver as partidas. As zonas são: Llotja VIP L'Alqueria, Tribuna, Grada Central, Gol Orriols Alt, Gol Orriols Baix, Gol Alboraia Alt e Gol Alboraia Baix.

## Novo estádio no porto de Valência
A Levante UD apresentou ao Ministro de Política Territorial da Espanha, Jordi Sevilla, um projecto de um novo estádio de quarenta mil espectadores, rodeado por água, juntamente com a nova doca da Copa América. O Estado, proprietário do solo, não rechaça inicialmente a ideia e diz ao clube para desenvolver o plano depois da Copa da América, "quando irá constituir-se a nova sociedade estatal" que administrará o porto de Valência.
O novo estádio estará rodeado pelas águas marítimas por três dos seus quatro lados, com um estacionamento subterrâneo para três mil carros. O projecto está dirigido por Alejandro Escribano, o mesmo arquitecto da Nou Mestalla.
Os terrenos estão ocupados actualmente pelo grupo naval Boluda, que está disposto a mudar de localização para o porto de Sagunto. O clube pretende trocar os terrenos, propriedade do Estado, para construir seu novo campo.
O processo começa pela venda de seu antigo estádio em Orriols, por um valor de 165 milhões de euros, que depende da requalificação das instalações actuais. Com o capital obtido com esta venda, o mesmo será investido na construção de um novo estádio em novo solo, erguido sobre terreno público.
O clube prevê que a exploração comercial do estádio seja encarregada à empresa multinacional Arena, que já administra outros recintos.